# Glinka (dopływ Wody Ujsolskiej)
Glinka – potok będący źródłowym ciekiem Wody Ujsolskiej. Ma źródła pod przełęczą Glinka i szczytem Magura, na wysokości około 950 m. Spływa krętą doliną przez miejscowość Glinka i w sąsiednich Ujsołach łączy się z potokiem Cicha tworząc Wodę Ujsolską. Następuje to na wysokości 573 m w miejscu o współrzędnych 49°28′07,1″N 19°09′00,2″E/49,468639 19,150056.
Głównymi dopływami Glinki są: Równiowy Potok, Roztoka, Smerekówka Mała i Smerekówka Wielka (wszystkie są lewobrzeżne). Cała zlewnia Glinki znajduje się w granicznym polsko-słowackim grzbiecie Beskidu Żywieckiego. Wzdłuż biegu potoku Glinka i przez przełęcz Glinka prowadzi droga łącząca polską miejscowość Ujsoły ze słowacką miejscowością Novoť.